# Air Kenari
Air Kenari is een bestuurslaag in het regentschap Alor van de provincie Oost-Nusa Tenggara, Indonesië. Air Kenari telt 1882 inwoners (volkstelling 2010).